# کوررنگی

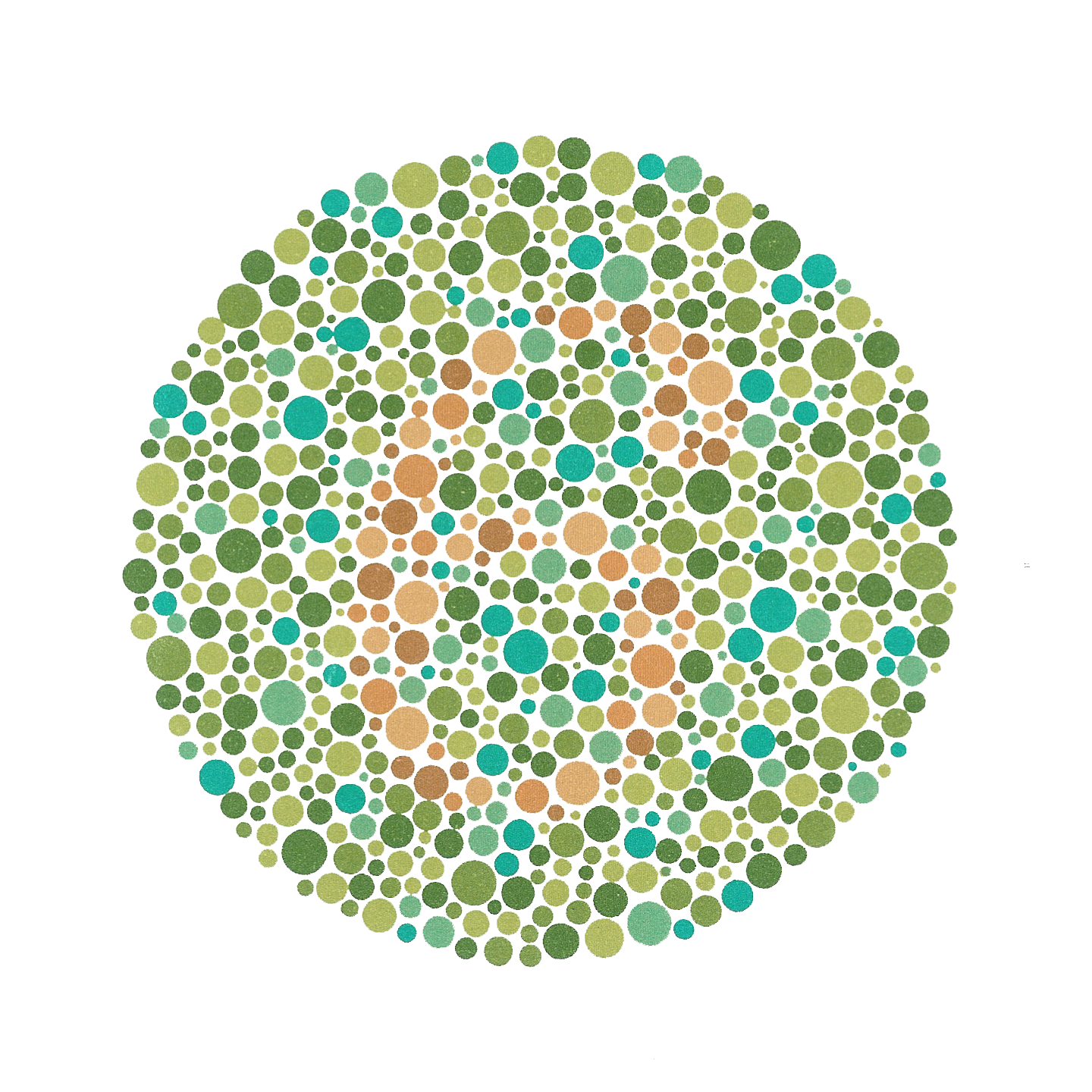
آزمون ایشیهارا. فرد کوررنگ قادر به تشخیص عدد شش نخواهد بود.

کوررنگی (به انگلیسی: Color blindness)، یک بیماری ارثی وابسته به کروموزوم X است که در آن فرد توانایی تشخیص یک یا برخی رنگها را ندارد. سلول‌های مخروطی چشم افراد کوررنگ بدون رنگ‌دانه‌هایی هستند که موجب دیدن رنگ‌ها می‌شوند. به همین دلیل این افراد برخی رنگ‌ها را به شکل طیفی از رنگ‌های خاکستری و سیاه می‌بینند.
کوررنگی انواع مختلفی دارد که شایع‌ترین آن‌ها عدم توانایی در تشخیص رنگ سبز و قرمز از یکدیگر است.
داشتن مشکل در تشخیص اینکه جسمی قرمز است یا سبز، یا آبی است یا زرد اصلی‌ترین علامت کوررنگی است. برخلاف تصور عامه، دید افراد کور رنگ به ندرت خاکستری است.
در اصطلاح علمی، توانایی تمییز دادن سه رنگ اولیه، یعنی سرخ و آبی و سبز، از یکدیگر که باعث دیدن بهنجار رنگ‌هاست سه‌رنگ‌بینی trichromacy نام دارد.

## تاریخچه
کوررنگی در سال ۱۷۹۴ توسط شیمی‌دان بریتانیایی، جان دالتون، که خود به آن مبتلا بود کشف شد. با این حال علت آن تنها با پیشرفت علم ژنتیک در قرن بیستم مشخص شد. این اختلال به افتخار دالتون دالتونیسم نیز نامیده می‌شود، هرچند نام علمی آن Dyschromatopsia می‌باشد.
امروزه این اختلال با آزمایش‌های ساده‌ای چون آزمون ایشیهارا قابل تشخیص است.

## بیماری‌زایی
کوررنگی یک بیماری ارثی وابسته به کروموزوم X مغلوب است که در مردان بیشتر دیده شده و تقریباً همیشه از مادر به پسر به ارث می‌رسد. (توضیح: زنان دو کروموزوم X و مردان یک کروموزوم X و یک کروموزوم Y دارند. در بیماری‌های وابسته به کروموزوم X مغلوب در زنان باید هر دو کروموزوم X معیوب باشند تا بیماری رخ دهد. اگر یک کروموزوم X معیوب باشد بیماری رخ نمی‌دهد ولی قابل انتقال به فرزندان است. در مردان معیوب بودن تنها کروموزوم X سبب بیماری می‌شود؛ بنابراین، فردی که مبتلا به کوررنگی است، مادرش یا دچار کوررنگی است یا ناقل بیماری) در این اختلال کروموزومی سلول‌های مخروطی در شبکیه که مسئول درک رنگ هستند دچار اختلال هستند و به همین دلیل بیمار رنگ‌ها را درست تشخیص نمی‌دهد.
کوررنگی ممکن است بر اثر بیماری‌های عصب بینایی یا شبکیه نیز رخ دهد. در این موارد، تنها چشمی که مشکل دارد دچار کوررنگی می‌شود و بیماری در طول زمان تشدید می‌گردد بطوری‌که ممکن است تبدیل به کوررنگی کامل شود که در آن بیمار دیدی خاکستری دارد. این بیماران معمولاً در تشخیص آبی و زرد مشکل دارند.

## علت

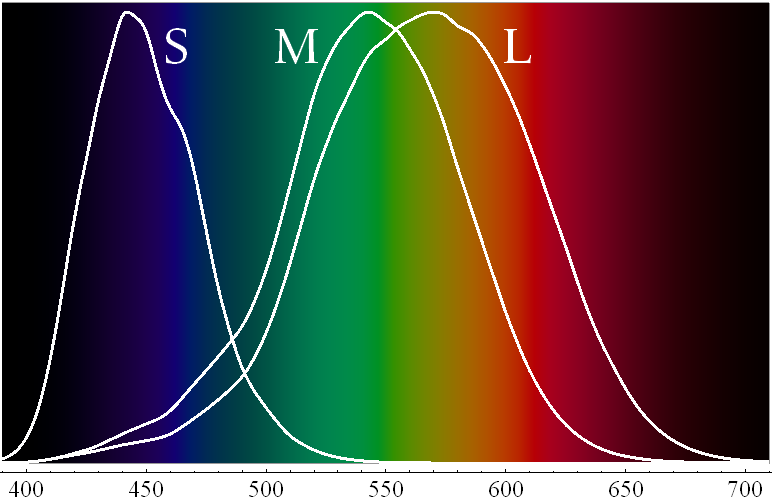
منحنی نشان‌دهندهٔ میزان تحریک هر کدام از ۳ نوع سلول مخروطی با توجه به طول موج.

سلول‌های مخروطی نوعی از سلول‌های گیرندهٔ نور هستند که در شبکیه قرار دارند. این سلول‌ها بر اساس تحریک‌پذیری خود نسبت طول موجهای مختلف نور بر سه دسته تقسیم می‌شوند:
1. سلول‌های مخروطی نوع S، که نسبت به طول موج‌های کوتاه (حدود ۴۲۰ نانومتر) حساسیت بیشتری نشان می‌دهند و موجب دیدن رنگ آبی می‌شوند.
2. سلول‌های مخروطی نوع M، که نسبت به طول موج‌های متوسط (حدود ۵۳۰ نانومتر) حساسیت بیشتری نشان می‌دهند و موجب دیدن رنگ سبز می‌شوند.
3. سلول‌های مخروطی نوع L، که نسبت به طول موج‌های بلند (حدود ۵۶۰ نانومتر) حساسیت بیشتری نشان می‌دهند و موجب دیدن رنگ قرمز و زرد می‌شوند.

در افراد کوررنگ، در اثر جهش ژنها، یک، دو یا هر سه نوع سلول مخروطی شبکیه بدون رنگ‌دانههایی هستند که موجب دیدن رنگ‌ها می‌شوند.
کوررنگی یک بیماری ارثی است و اکثر انواع آن وابسته به کروموزوم X هستند. شیوع کوررنگی در مردان بیش‌تر از زنان است، چرا که الل مربوط به این اختلال مغلوب است و بیماری تنها در زن‌هایی بروز می‌دهد که هر دو کروموزوم X آن‌ها دچار نقص باشد.
| ژنوتیپ                       | فنوتیپ                              | توضیح                                                                                           |
| ---------------------------- | ----------------------------------- | ----------------------------------------------------------------------------------------------- |
| {\displaystyle X_{D}\|X_{D}} | زنی با بینایی طبیعی                 | هر دو الل سالم و فاقد نقص هستند.                                                                |
| {\displaystyle X_{D}\|X_{d}} | زنی با بینایی طبیعی ولی ناقل بیماری | یکی از الل‌ها دچار نقص است، ولی چون مغلوب است بیماری بروز نمی‌یابد و فرد تنها ناقل نقص خواهد بود. |
| {\displaystyle X_{d}\|X_{d}} | زنی کوررنگ                          | هر دو الل دچار نقص بوده و فرد کوررنگ است.                                                       |
| {\displaystyle X_{D}\|Y}     | مردی با بینایی طبیعی                | تنها الل سالم و فاقد نقص است.                                                                   |
| {\displaystyle X_{d}\|Y}     | مردی کوررنگ                         | تنها الل دچار نقص است و فرد کوررنگ است.                                                         |

حدود ۸٪ از مردان و ۰٫۵٪ از زنان دچار یکی از انواع کوررنگی هستند.
کوررنگی ممکن است در اثر جهش ژن‌های کروموزوم‌های دیگری نیز ایجاد شود.
این اختلال با توجه به نوع و مکان جهش ممکن است از بدو تولد آشکار شود یا در کودکی یا بزرگ‌سالی نمایان شود. کوررنگی همچنین می‌تواند در طول زندگی پیشرفت کند یا تغییری نبیند.
ضربه و آسیب مغز به‌طوری‌که موجب التهاب و تورم در لب پس‌سری شود و نیز آسیب سلول‌های شبکیه در اثر امواج فرابنفش از عواملی هستند که می‌توانند موجب کوررنگی اکتسابی شوند.

رنگ‌های رنگین‌کمان در صورت نبود نقص.

## انواع کوررنگی
کوررنگی انواع مختلفی دارد که شایع‌ترین آن‌ها عدم توانایی در تشخیص رنگ سبز و قرمز از یکدیگر است. عدم تشخیص هیچ‌یک از رنگ‌ها یکی از گونه‌های بسیار نادر کوررنگی است، و در آن فرد اشیاء را همچون در فیلم‌ها یا عکس‌های سیاه و سفید می‌بیند.

### تک‌رنگ‌بینی
تک‌رنگ‌بینی Monochromacy یا کوررنگی کامل نوع نادری از این اختلال است که در آن هیچ‌یک از انواع سلول‌های مخروطی فعال نیستند و فرد توانایی تشخیص هیچ رنگی را ندارد.

### دورنگ‌بینی
دورنگ‌بینی Dichromacy  در صورتی ایجاد می‌شود که یکی از سه نوع سلول مخروطی بدوند رنگ‌دانه باشد.
گونه‌ها:
1. سرخ‌کوری protanopia اختلالی در تشخیص رنگ که در آن فرد مبتلا توانایی تشخیص رنگ سرخ را از زرد و سبز ندارد. در این صورت فرد رنگ سرخ را تیره و مایل به سبز می‌بیند.

رنگ‌های رنگین‌کمان در فرد مبتلا به سرخ‌کوری.

1. سبزکوری deuteranopia اختلالی در تشخیص رنگ که در آن فرد مبتلا توانایی تشخیص رنگ سبز را از سرخ و زرد ندارد. شایع‌ترین نوع کوررنگی رنگ‌های رنگین‌کمان در فرد مبتلا به سبزکوری.

رنگ‌های رنگین‌کمان در فرد مبتلا به سبزکوری.

2. آبی‌کوری tritanopia: اختلال نادری در تشخیص رنگ که در آن شخص مبتلا، به نور آبی حساس نیست و آبی و سبز را با هم اشتباه می‌کند.

رنگ‌های رنگین‌کمان در فرد مبتلا به آبی‌کوری.

### سه‌رنگ‌بینی نابهنجار
سه‌رنگ‌بینی نابهنجار یکی از انواع شایع کوررنگی است که در آن هر سه نوع سلول مخروطی فعال هستند ولی در اثر جهش، تحریک‌پذیری یکی از آن‌ها نسبت به طیف نور تغییر یافته‌است.
1. سرخ‌دشواربینی Protanomaly: یکی از این حالات است که حساسیت گیرنده‌های رنگ قرمز تغییر می‌یابد و تشخیص دو رنگ قرمز و سبز (زیرا طول موج‌هایشان به هم نزدیک‌تر است) را برای فرد دشوار می‌کند.
2. سبزدشواربینی Deuteranomaly: نوع بسیار شایعی از کوررنگی است که در آن تشخیص دو رنگ قرمز و سبز به علت کاهش حساسیت گیرنده‌های رنگ سبز دشوار می‌شود.
3. آبی‌دشواربینی Tritanomaly: نوع نادری است که در آن حساسیت سلول‌های مخروطی فرد نسبت به رنگ آبی کاهش می‌یابد و فرد در تشخیص رنگ‌های زرد و آبی دچار مشکل می‌شود. برخلاف سایر گونه‌ها، آبی‌دشواربینی وابسته به جنس نیست و تعداد زنان و مردان مبتلا به آن همسان است.

نوعی نقصان بینایی که در آن اشیای رنگین به رنگی دیگر و اشیای بی‌رنگ، رنگین به‌نظر می‌رسند، رنگین‌بینی chromatopsia نامیده می‌شود.
مارک زاکربرگ، مؤسس فیس‌بوک هم دچار کور رنگی سبزدشواربینی است و در دیدن رنگ‌های سبز و قرمز مشکل دارد. برای همین است که رنگ سایت فیس‌بوک از ابتدا آبی انتخاب شده‌است.

## تشخیص
تشخیص کوررنگی اغلب با استفاده از چارت‌های رنگی بنام "صفحات آزمون ایشیهارا انجام می‌شود. در این صفحات اعدادی متشکل از نقطه‌های رنگی در زمینه‌ای متشکل از نقاطی به رنگ دیگر قرار گرفته‌اند که تشخیص آن‌ها برای افراد کوررنگ مشکل است. در صورتی‌که مشکلی در دید رنگی بیمار تشخیص داده شود از تست‌های دقیق‌تر استفاده می‌شود.
آزمایش‌های فراوانی برای تشخیص کوررنگی وجود دارند که آزمون ایشیهارا یکی از مورد استفاده‌ترین آن‌ها می‌باشد. در این آزمایش تصاویری رنگی به فرد داده می‌شوند که کنتراست رنگ‌ها در هرکدام موجب قابل تشخیص شدن عدد یا شکلی می‌شود. فرد کوررنگ توانایی تشخیص برخی از این عددها یا شکل‌ها را نخواهد داشت.
امروزه این اختلال در مدارس اغلب کشورها در کودکان بین ۶ تا ۱۲ سال تشخیص داده می‌شود.

## درمان
به گزارش پایگاه خبری ساینس دیلی، کوررنگی یک بیماری ژنتیکی است که سبب کاهش دید، عدم تشخیص رنگ‌ها، کاهش حساسیت به نور و حرکت کنترل‌نشده چشم می‌شود. این بیماری در اثر جهش در یکی از ۶ ژن مربوط ایجاد می‌شود. در اغلب موارد ابتلا، یکی از ژن‌های CNGA۳ یا CNGB۳ دچار جهش می‌شوند. این روش جدید بر اصلاح ژن CNGA۳ تأکید دارد.
این روش که توسط محققان آمریکایی توسعه داده شده، تا حدود زیادی شبیه به یکی از روش‌های تاییدشده توسط سازمان غذا و داروی آمریکاست که برای درمان نابینایی استفاده می‌شود و Luxturna نام دارد. در این روش ژن‌های سالم به ویروس‌های اصلاح ژنتیکی‌شده بی‌ضرر متصل و به چشم بیمار تزریق می‌شوند. در صورت موفقیت، تولید پروتئین‌هایی که به دلیل نقص ژنتیکی از دست رفته بودند، از سر گرفته می‌شود.
در این مطالعه ۹ بیمار مبتلا به کوررنگی که عارضه آنها بر اثر جهش در ژن CNGA۳ رخ داده بود، مورد بررسی قرار گرفتند و با این روش درمان شدند. نتایج کاملاً موفقیت‌آمیز گزارش شد و هیچ عارضه جانبی دیده نشد.
پژوهشگران معتقدند این روش راه امیدوارکننده‌ای را برای درمان انواع نابینایی پیش روی آنها قرار می‌دهد.
از هر ۳۰ هزار نفر در سراسر دنیا، یک نفر به کوررنگی مبتلا است.
نتایج این مطالعه در نشریه JAMA Ophthalmology منتشر شده‌است. تشخیص زودرس کوررنگی می‌تواند مانع بروز مشکلات آموزشی در کودکان شود. در این صورت بهتر است والدین کودک با معلم او صحبت کنند.
بعضی از بیماران از لنزهای مخصوصی استفاده می‌کنند که هم به صورت لنز تماسی و هم به صورت لنز عینک وجود دارد.
در بسیاری موارد بیماران به جای تشخیص رنگ ممکن است ترتیب قرارگیری را بخاطر بسپارند. به عنوان مثال بیمار بخاطر می‌سپارد که چراغ قرمز همیشه بالای چراغ راهنمایی و چراغ سبز پایین قرار دارد.